# Угорська соціалістична партія (1919)
Угорська соціалістична партія – колишня партія, що існувала у 1919 році.

Створена 21 березня 1919 року шляхом об’єднання Угорської комуністичної партії та Угорської соціал-демократичної партії.
Була правлячою в Угорській радянській республіці.

У партії існував Руськокрайнянский партійний комітет в Будапешті на чолі з Іваном Мондоком. 
На з'їзді партії 12-13 червня 1919 партія була перейменована в Угорську партію соціалістично-комуністичних робітників.